# Salgadinho (Paraíba)
Salgadinho é um município brasileiro do estado da Paraíba, localizado no Sertão do Seridó (Ocidental) Paraibano, na Região Geográfica Imediata de Patos e integrante da Região Metropolitana de Patos, município do qual dista cerca de 50 quilômetros. De acordo com o IBGE, em 2017 a sua população foi de 3.980 habitantes divididos em uma área territorial de 180 km².
Fundado em 1961, o município é conhecido internacionalmente como sendo um dos poucos locais no mundo a se encontrar a raríssima e valiosa Turmalina Paraíba, perseguida desde a década de 1980 no distrito de São José da Batalha.
Além de suas riquezas minerais e seu clima plácido outras atrações são destaque na cidade, tais como sua geografia e sítios históricos, suas construções e a sua culinária.

## História
Datam do século XX os primeiros movimentos que deram origem ao município de Salgadinho, que servia de entreposto entre os que iam do cariri do estado para o Sertão e vice-versa.
Sob o nome de Salgadinho o povoado passou a ser distrito de Patos em 7 de janeiro de 1949, com terras cedidas do distrito de Espinharas.
Mais de uma década depois, movimentos populares sob as lideranças de Cícero José Maciel, José Bezerra de Maria, Pedro Leite Correia de Melo, Joaquim Marcolino Guimarães, José Morais da Silva e Felizardo Trindade de Figueiredo conseguiram a emancipação do distrito através da lei estadual nº 2.676 de 22 de Dezembro de 1961, publicada no Diário Oficial do Estado e assinada pelo governador Pedro Gondim.
Instalado oficialmente em 30 de dezembro de 1961, Salgadinho viria ter o seu primeiro prefeito em 31 de outubro de 1962, o Sr. Djalma Morais da Silva, tendo como vice José Bezerra de Maria.

## Aspectos geográficos
Todas as águas superficiais do município de Salgadinho estão inseridas nos domínios da bacia hidrográfica do Rio Espinharas, sendo o Rio da Farinha o seu principal tributário, com regime de escoamento descontinuado ao longo do ano. Constam também alguns corpos de acumulação de água, tais como o açude dos Tanques e a Lagoa da Viração, Lagoa da Caraibeira e Lagoa da Onça além de riachos tributários do Rio da Farinha, a exemplo dos riachos Muquém, Olho d’ Água, do Pinga, Caraibeira, dos Oitis, do Brejinho e Catolé.
Segundo o IBGE o município de Salgadinho possui uma área de 184,237 quilômetros quadrados e uma população de aproximadamente 3,500 habitantes, sendo maioria urbana (cerca de 60%) e média demográfica menor que 20 habitantes por quilômetro quadrado. Localiza-se na parte central da Paraíba, faz limites ao norte com Santa Luzia e Junco do Seridó, a leste com Assunção e Juazeirinho, ao sul com Taperoá, e oeste com Areia de Baraúnas e Passagem.
O município está dividido em dois distritos, o distrito-sede de Salgadinho e o distrito de São José da Batalha. A sede do município fica a uma altura de 420 metros acima do nível do mar, ao pé da Serra da Viração.
É possível chegar ao município desde a capital do estado, João Pessoa, através da rodovia federal BR-230, passando por Campina Grande, Soledade e Juazeirinho. A partir de Assunção o trajeto segue por rodovia estadual em um trecho de 30 quilômetros. O acesso a partir de Patos é feito pela PB-228 em trecho de 50 quilômetros.

### Clima
O município está incluído na área geográfica de abrangência do semiárido brasileiro, definida pelo Ministério da Integração Nacional em 2005. Esta delimitação tem como critérios o índice pluviométrico, o índice de aridez e o risco de seca.
A pluviometria média mensal é de cerca de 450mm, com distribuição irregular e 76% de seu total concentrando-se nos 4 primeiros meses do ano. A vegetação é do tipo Caatinga Hiperxerófila do Seridó.
| Dados climatológicos para Salgadinho (Período 1934-85) | Dados climatológicos para Salgadinho (Período 1934-85) | Dados climatológicos para Salgadinho (Período 1934-85) | Dados climatológicos para Salgadinho (Período 1934-85) | Dados climatológicos para Salgadinho (Período 1934-85) | Dados climatológicos para Salgadinho (Período 1934-85) | Dados climatológicos para Salgadinho (Período 1934-85) | Dados climatológicos para Salgadinho (Período 1934-85) | Dados climatológicos para Salgadinho (Período 1934-85) | Dados climatológicos para Salgadinho (Período 1934-85) | Dados climatológicos para Salgadinho (Período 1934-85) | Dados climatológicos para Salgadinho (Período 1934-85) | Dados climatológicos para Salgadinho (Período 1934-85) | Dados climatológicos para Salgadinho (Período 1934-85) |
| Mês                                                    | Jan                                                    | Fev                                                    | Mar                                                    | Abr                                                    | Mai                                                    | Jun                                                    | Jul                                                    | Ago                                                    | Set                                                    | Out                                                    | Nov                                                    | Dez                                                    | Ano                                                    |
| ------------------------------------------------------ | ------------------------------------------------------ | ------------------------------------------------------ | ------------------------------------------------------ | ------------------------------------------------------ | ------------------------------------------------------ | ------------------------------------------------------ | ------------------------------------------------------ | ------------------------------------------------------ | ------------------------------------------------------ | ------------------------------------------------------ | ------------------------------------------------------ | ------------------------------------------------------ | ------------------------------------------------------ |
| Temperatura máxima média (°C)                          | 31                                                     | 31                                                     | 31                                                     | 30                                                     | 29                                                     | 28                                                     | 28                                                     | 29                                                     | 31                                                     | 32                                                     | 33                                                     | 32                                                     | 30,4                                                   |
| Temperatura média (°C)                                 | 25,8                                                   | 25,3                                                   | 24,9                                                   | 24,7                                                   | 24,0                                                   | 23,1                                                   | 22,7                                                   | 23,1                                                   | 24,1                                                   | 25,1                                                   | 25,6                                                   | 25,9                                                   | 24,5                                                   |
| Temperatura mínima média (°C)                          | 21                                                     | 21                                                     | 21                                                     | 21                                                     | 20                                                     | 20                                                     | 19                                                     | 19                                                     | 20                                                     | 20                                                     | 21                                                     | 21                                                     | 20,3                                                   |
| Precipitação (mm)                                      | 35                                                     | 68                                                     | 116                                                    | 110                                                    | 49                                                     | 23                                                     | 18                                                     | 8                                                      | 2                                                      | 2                                                      | 7                                                      | 13                                                     | 450                                                    |
| Fonte:                                                 |                                                        |                                                        |                                                        |                                                        |                                                        |                                                        |                                                        |                                                        |                                                        |                                                        |                                                        |                                                        |                                                        |

## Turismo
A cidade possui uma gama de atrativos que proporcionam ao visitante, aventura, sossego e uma rica culinária.

### Atrações naturais
A Grota é um sítio arqueológico localizado 3 km ao norte da sede de município, que mantém sua mata preservada e onde é proibido a caça de animais. Além de inscrições rupestres, a grota possui uma fonte de água de coloração amarelo turvo que provém da concentração de minerais naquela região, principalmente o ferro.

### Construções humanas
Em Salgadinho é possível conhecer construções religiosas tal como a Capela de Nossa Senhora do Carmo, o cruzeiro ou a Barragem Velha, bem como construções oriundas da época da construção da estrada de ferro tais as ruínas da Estação Ferroviária Abismo, o Viaduto da Serra da Viração e dos Oitis.
Viaduto da Serra da Viração
O Viaduto da Serra da Viração é maior viaduto do Nordeste e o segundo do Brasil em tamanho. Possui 44 metros de altura por 190 metros de comprimento. Inaugurado em setembro de 1957 o viaduto localiza-se no quilômetro 129, entre as estações João Leite, em Assunção, e Abismo, no próprio município. A obra na época custou cerca de 16 milhões de cruzeiros. Foram utilizados na construção 229 toneladas de ferro nas armaduras, 1712 m³ de concreto, 9.000 m² de madeira quadrada empregada na confecção do escoamento além de 957 m³ de escavação para fundação.
Viaduto dos Oitis
O Viaduto dos Oitis é outra atração da cidade, está localizada sobre o Riacho dos Oitis entre as antigas estações de Abismo e Areia de Baraúnas no quilômetro 135. Inaugurada em 1958, a ponte tem 45 metros de comprimento e cerca de 25 metros de altura. A ponte foi montada a partir do concreto, ferro e sua base de pedra, ela tem como característica principal duas grandes colunas no centro que sustentam toda sua estrutura.

### Culinária
A culinária do município é tipicamente sertaneja baseada principalmente na agricultura familiar bem como na pecuária e na fruticultura. Entre os pratos típicos estão: feijão verde, pamonha e canjica, doces a partir da extração do caju, castanha e goiaba etc.